# Camponotus honaziensis
Camponotus honaziensis  (лат.) — вид древесных муравьёв рода Camponotus из подсемейства формицины (Formicidae).

## Распространение
Западная Палеарктика: Турция, Греция, Испания, Кипр, Македония, Хорватия. В Турции собраны в горной местности на высоте от 807 до 1831 м в лесах из сосны чёрной (Pinus nigra), можжевельника (Juniperus), дуба кермесового (Quercus coccifera).

## Описание
Древесные муравьи буровато-чёрного цвета. Среднего размера, рабочие длиной около 5 мм (самки до 1 см). От близкого вида Camponotus lateralis отличается следующими признаками: 3—4 коротких отстоящих волоска на скапусе, отстоящие волоски на боковых сторонах головы, 1—2 отстоящих волоска на затылочных углах у солдат, длинные отстоящие волоски на дорзальной поверхности проподеума. Стебелёк между грудкой и брюшком состоит из одного членика (петиолюс), несущего вертикальную чешуйку.

## Систематика
Вид был впервые описан в 2013 году турецкими мирмекологами (Celal Karaman, Nihat Aktaç) по материалу из Турции (Denizli and Burdur; Honaz Dagı National Park, провинция Денизли) и включён в состав подрода Myrmentoma вместе с такими видами как Camponotus fallax и Camponotus lateralis. Видовое название Camponotus honaziensis дано по имени национального парка Honaz Dagı National Park, где была обнаружена типовая серия.